# Kościół św. Stanisława w Wystoku
Kościół pw. św. Stanisława w Wystoku – zabytkowy katolicki kościół filialny znajdujący się w Wystoku (powiat sulęciński). Należy do parafii Matki Bożej Królowej Polski w Boczowie. 

## Architektura
Kamienno-ceglaną świątynię wzniesiono w końcu XVII wieku - być może był to rok 1699. Była zbudowana dla lokalnej społeczności protestanckiej. W 1855 przeszła remont (z dobudową drewnianej wieży krytej hełmem z latarnią). W 1945 została objęta przez katolików. Poświęcona została 9 maja 1947. 9 marca 1964 wpisana została do rejestru zabytków. Odpust obchodzony jest 8 maja.
Drewniana wieża jest w złym stanie technicznym.